# 金紳
金紳（1434年—1482年），字縉卿，應天府上元縣人，明朝政治人物。景泰甲戌進士，成化間官至南京刑部右侍郎。

## 生平
景泰四年（1453年）癸酉科應天府鄉試第一百九名舉人。景泰五年（1454年）聯捷甲戌科會試第三百二十二名，殿試登第三甲第一百五十七名進士。由庶吉士授刑科給事中，天順八年（1464年），憲宗嗣位，晉都給事中。成化元年（1465年）擢南京大理寺左少卿，成化十二年（1476年）任南京刑部右侍郎，成化十四年（1478年），江西大旱，詔往巡視，歷二年還任。因久勞于外，得疾而逝，年四十九。

## 著作
著有《心雪稿》《青鎖獻納稿》《江西巡視稿》若干卷。

## 墓葬
2017年，南京江宁将军山發現金紳墓葬，墓志銘出土。

## 家族
曾祖金仲銘。祖父金原亮。父金潤，曾任南安府知府。母潘氏。重庆下。兄金綬夫、金黼臣。有子三人：金麒寿，弘治九年進士，次金麒永、金麒寧。